# IC 1265
IC 1265 ist eine Spiralgalaxie vom Hubble-Typ Sab im Sternbild Herkules am Nordsternhimmel. Sie ist schätzungsweise 105 Millionen Lichtjahre von der Milchstraße entfernt.
Das Objekt wurde am 10. Juli 1890 von Lewis Swift entdeckt.